# Gravity Grave
 (mars 2022).
Si vous disposez d'ouvrages ou d'articles de référence ou si vous connaissez des sites web de qualité traitant du thème abordé ici, merci de compléter l'article en donnant les références utiles à sa vérifiabilité et en les liant à la section « Notes et références ».
Singles de The Verve
She's a Superstar
(1992) Blue
(1993)
Pistes de Verve EP
A Man Called Sun
Gravity Grave  est une chanson du groupe de rock psychédélique The Verve et est sortie en tant que troisième single du groupe au Royaume-Uni le 5 octobre 1992 pour la promotion de la première publication studio du groupe, Verve EP, un maxi de 5 titres. La chanson est arrivée come ses deux prédécesseurs All in the Mind et She's a Superstar n°1 sur le UK Indie Chart, mais une fois de plus le succès n'est pas aux rendez-vous sur le classement général du UK Singles Chart où il arrive 78e.
Une version allongée de la chanson a été jouée en 1993 au célèbre festival de Glastonbury et a duré plus de neuf minutes. Cette performance est sortie sur la compilation de faces-B No Come Down en 1994. La version intégrale de la chanson, ou extended version, a été incluse sur le best-of du groupe en 2004 intitulé This Is Music: The Singles 92–98.
L'influence psychédélique du groupe est extrêmement présente sur cette chanson, Richard Ashcroft, le chanteur-compositeur a d'ailleurs avoué l'avoir composée après une forte consommation d'ecstasy.
L'homme photographié sur la couverture est Tobyn Burnett. La couverture a été conçue par Brian Cannon de Microdot et prise par Michael Spencer Jones.

## Liste des titres
Ref : CD HUTCD21
1. Gravity Grave (Extended version) - 8:21
2. Endless Life - 5:32
3. A Man Called Sun (Live) - 5:29
4. Gravity Grave (Live Encore) - 2:35